# Oficiul Român pentru Drepturile de Autor
Oficiul Român pentru Drepturile de Autor (ORDA) este un organ de specialitate al administrației publice centrale din România aflat în subordinea Guvernului, cu personalitate juridică, fiind autoritate unică de reglementare, evidență prin registre naționale, supraveghere, autorizare, arbitraj și constatare tehnico-științifică în domeniul drepturilor de autor și al drepturilor conexe.
Oficiul este coordonat metodologic de ministrul culturii, iar finanțarea cheltuielilor curente și de capital ale Oficiului se asigură integral și distinct de la bugetul de stat, prin intermediul bugetului Ministerului Culturii.

## Critici
În anul 2011, ORDA a fost criticată de actorii Florina Cercel și Marin Moraru pentru refuzul de a acorda aviz actorilor pentru dobândirea calității de persoană juridică.